# János Ráduly
János Ráduly – węgierski bokser, medalista mistrzostw Europy juniorów (2003) w wadze muszej, zwycięzca 14. edycji turnieju Alexandrii w Salonikach.